# Andrea Leadsom
Andrea Jacqueline Leadsom (de soltera Salmon, 13 de mayo de 1963) es una política británica del partido  Conservador.
Personal assistant en Barclays Bank, fue elegida por primera vez en 2010 como diputada de la circunscripción de South Northamptonshire.
Desde 2015 fue nombrada por el primer ministro David Cameron como secretaria de Energía, cargo que ocupó hasta el 14 de julio de 2016, cuando fue designada al frente del Departamento de Ambiente, Alimentación y Asuntos Rurales por Theresa May.
Después del referéndum sobre la permanencia del Reino Unido en la Unión Europea, Leadsom afirmó su candidatura a tomarle el relevo a Cameron al cargo de primer ministro.
Entre 2017 y 2019 fungió como Lord presidente del Consejo y líder de la Cámara de los Comunes. 
Fue candidata en la Elección de liderazgo del Partido Conservador de 2019 después de la dimisión de su sucesor Theresa May.
En julio de 2019 asumió como Secretaria de Estado para la Empresa, la Energía y la Estrategia Industrial en el nuevo gobierno de Boris Johnson.